# Arro
Arro (korsisch Arru) ist eine Gemeinde auf der französischen MittelmeerInsel Korsika. Sie gehört zum Département Corse-du-Sud, zum Arrondissement Ajaccio und zum Kanton Sevi-Sorru-Cinarca. Das Siedlungsgebiet liegt auf 150 Metern über dem Meeresspiegel. Der Liamone bildet im Nordwesten die Grenze zu Arbori. Die weiteren Nachbargemeinden sind Lopigna im Nordosten und im Osten, Sari-d’Orcino im Südosten, Ambiegna im Südwesten und Coggia im Nordwesten.

## Bevölkerungsentwicklung
| Jahr      | 1962 | 1968 | 1975 | 1982 | 1990 | 1999 | 2008 | 2012 |
| --------- | ---- | ---- | ---- | ---- | ---- | ---- | ---- | ---- |
| Einwohner | 99   | 95   | 86   | 70   | 41   | 51   | 75   | 84   |